# Velká Lhota
Velká Lhota är en ort i Tjeckien.   Den ligger i regionen Zlín, i den östra delen av landet, 270 km öster om huvudstaden Prag. Velká Lhota ligger 517 meter över havet och antalet invånare är 424.
Terrängen runt Velká Lhota är huvudsakligen kuperad, men åt nordväst är den platt. Runt Velká Lhota är det tätbefolkat, med 459 invånare per kvadratkilometer. Närmaste större samhälle är Vsetín, 11,4 km söder om Velká Lhota. I omgivningarna runt Velká Lhota växer i huvudsak blandskog.